# Dosenbach-Ochsner
Die Dosenbach-Ochsner AG Schuhe und Sport mit Sitz in Dietikon ist eine Schweizer Detailhandelskette für Schuhe, Accessoires und Sportartikel. Sie betreibt schweizweit unter den Namen Dosenbach, Ochsner Shoes und Ochsner Sport insgesamt 397 Fachgeschäfte. Das Angebot umfasst Schuhe für Damen, Herren, Kinder und Kleinkinder verschiedener fremder wie eigener Marken sowie Accessoires. In den rund 80 Ochsner-Sport-Läden werden Sportschuhe, Sportbekleidung und Sportartikel verkauft.
Die Unternehmensgruppe beschäftigt über 4.500 Mitarbeiter und erwirtschaftete 2019 einen Umsatz von über 930 Mio. Schweizer Franken. Ochsner Sport ist Marktführer im Schweizer Sportfachhandel.
Dieselbe Position hat Dosenbach im Segment Schuhhandel. Die Dosenbach-Ochsner gehört seit 1973 bzw. 1992 zur deutschen Deichmann-Gruppe. 2019 wurden die neuen Gesellschaften Ochsner Shoes AG und Ochsner Sport AG gegründet und 2020 aus der Dosenbach-Ochsner AG ausgegliedert.

## Geschichte

### Dosenbach

Werbeplakat für Dosenbach-Schuhe von Emil Cardinaux (1927)

Das Unternehmen wurde 1865 als Schuhgeschäft durch die Familie Dosenbach in Bremgarten gegründet. Diese betrieb bereits zuvor ein Sattlereigeschäft, das jedoch zugunsten des Schuhgeschäfts aufgegeben wurde. Die Anfangsjahre waren durch Franziska Dosenbach geprägt, die nach dem frühen Tod ihres Mannes für ihre 13 Kinder zu sorgen hatte. Unter ihrer Leitung wurden in verschiedenen Ortschaften weitere Geschäfte eröffnet, wo industriell hergestellte Schuhe verkauft wurden. Um sich gegenüber dem Schuhmachergewerbe zu behaupten, schuf Dosenbach eine eigene Kreationsabteilung. Ab 1890 wurde das Filialnetz durch das eigene zentrale Lagerhaus versorgt. Hierfür baute Franziska Dosenbachs Sohn Carl Dosenbach einen eigenen Kutschentransport auf.
Im Verlaufe der Jahrzehnte wuchs das Familienunternehmen zu einem landesweit tätigen Schuhdetailisten. 1973 wurde mangels eines eigenen Nachfolgers die Schuhmagazine C. Dosenbach & Cie AG an Deichmann verkauft. 1992 übernahm die Deichmann-Gruppe einen weiteren Schweizer Schuhfachhändler, die Ochsner Holding, und schloss diese mit Dosenbach zur Dosenbach-Ochsner AG Schuhe und Sport zusammen.
Heute betreibt Dosenbach in der Schweiz rund 200 Filialen und seit 2011 einen Onlineshop. Das Unternehmen baut mittlerweile ein Omnichannel-Konzept aus. Dieses umfasst unter anderem „Online-Exclusive“-Angebote, bei denen bestimmte Modelle im Geschäft als Muster anprobiert und anschließend in Wunsch-Ausführung online bestellt werden können. Dosenbach verkaufte im Jahr 2020 rund 11 Mio. Paar Schuhe. Dosenbach bietet unterschiedliche Schuhmodelle und -marken für Damen, Herren und Kinder sowie ein breites Sortiment an Sportschuhen. Das Unternehmen führt sowohl eigene Marken als auch Fremdmarken wie Skechers, Nike, Adidas oder Puma. Darüber hinaus bietet Dosenbach Accessoires wie Taschen und Schals sowie Sportartikel an.

### Tochtergesellschaften
Das Schuhhaus Ochsner wurde 1928 durch Gottfried Ochsner gegründet. Dieser eröffnete in Zürich sein erstes Schuhgeschäft und nannte es Volks-Schuhhaus Ochsner. Dort verkaufte er mehrheitlich Schweizer Schuhe. In den Folgejahren erweiterte Gottfried Ochsner seine Filialkette auf insgesamt vier Geschäfte. Gegen Ende des Zweiten Weltkrieges übernahm Max Ochsner die Geschäfte seines Vaters und baute in den 1950er und 1960er Jahren die Filialkette vor allem in Zürich und Umgebung weiter aus. Anfang der 1970er expandierte Ochsner durch Übernahme verschiedener Ladenketten sowie durch Eröffnung neuer Filialen auch in der Westschweiz. Die Expansion setzte sich in den 1980er Jahren fort, wobei speziell der 1961 entstandene Bereich Ochsner Sport zum Marktführer im Schweizer Sportartikelfachmarkt ausgebaut wurde. 1992 wurde die gesamte Ochsner Holding mit all ihren Geschäftsaktivitäten an die Deichmann-Gruppe verkauft und mit der Dosenbach-Gruppe zusammengeführt. Nebst im gemeinsamen Firmennamen blieb hierbei der Name Ochsner auch im Filialnetz weiterhin bestehen.
Im Jahr 2019 wurden zwei neue Aktiengesellschaften gegründet: Die Ochsner Sport AG und die Ochsner Shoes AG. Ochsner Sport gilt heute als größter Sportfachhändler der Schweiz. Im Sortiment bietet Ochsner Sport Sportschuhe, Sportbekleidung und Sportausrüstung von diversen Marken – darunter Eigenmarken wie 46 Nord oder Powerzone – an.

## Übernahmen und Expansion
Mitte 2011 wurde die «Freestyle»-Sportartikelkette Beach Mountain von der Athris Holding übernommen und in die Unternehmensgruppe integriert. Das 1985 von Andy Tanner in Zürich gegründete Snowboardgeschäft wurde 1995 von der Jelmoli Holding übernommen und gelangte im Rahmen der Jelmoli-Aufspaltung 2009 als Finanzbeteiligung zur Athris Holding.
Seit 2014 führt Dosenbach-Ochsner auch das Schweizer Geschäft der auf Turnschuhe spezialisierten Kette Snipes. Das Unternehmen Snipes (Schweiz) AG ist entsprechend unter dem Dach von Dosenbach-Ochsner in Dietikon domiziliert und verwendet analog zu Dosenbach, Ochsner Shoes und Ochsner Sport seinen eigenständigen Marktauftritt.